# 14968 Kubacek
Kubacek (asteróide 14968) é um asteróide da cintura principal, a 2,315815 UA. Possui uma excentricidade de 0,0975651 e um período orbital de 1 501,5 dias (4,11 anos).
Kubacek tem uma velocidade orbital média de 18,59296968 km/s e uma inclinação de 5,44073º.
Este asteróide foi descoberto em 23 de Agosto de 1997 por Adrián Galád, Alexander Pravda.